# Abies yuanbaoshanensis
Abies yuanbaoshanensis (ялиця юаньбаоська, кит.: 元宝山冷杉 (yuan bao shan leng shan)) — вид ялиць родини соснових.

## Поширення, екологія
Країни проживання: Китай (Гуансі). Типове місце зростання знаходиться на горі Юаньбао на 1700-2050 м над рівнем моря. Найвищі гори в Гуансі мають дуже прохолодний, вологий клімат, з річною кількістю опадів більше 2000 мм. Літо прохолодне і хмарне, зими тривають чотири-п'ять місяців і приносять рясний сніг з грудня по березень. Цей вид зустрічається у змішаних листяно-хвойних лісах з іншими хвойними (наприклад, Tsuga chinensis) і з широколистих дерев переважають члени родини Fagaceae; дерева Abies дуже розкидані.

## Морфологія
Дерева до 25 м заввишки; стовбур до 60 см діаметром; кора темно-червоно-коричнева, нерегулярно тріщинувата; зимові бруньки коричнево-червоні, конічні, дуже смолисті. Листки лінійні, розміром 1-2.7 см × 1.8-2.5 мм, з 2 білими смугами на нижній стороні, вершина виїмчаста. Насіннєві шишки зелені або жовто-зелені, дозрівши світло-коричнево-жовті, циліндричні, розміром 8-9 × 4,5-5 см. Насіння темно-червоно-коричневе смолисте, бл. 1 см; крила клиноподібні, приблизно у 2 рази довші насіння. Запилення відбувається в травні, насіння зріє в жовтні.

## Використання
Використання не зафіксовано для цього виду.

## Загрози та охорона
Цей вид має дуже обмежене поширення, віддалений від інших видів, і відомий тільки по одній невеликій площі в провінції Гуансі. На популяцію вплинула сувора зима в 2008 році і ряд дерев загинуло. Населення живе в межах території, що охороняється.